# Колодязі (Полтавська область)
Колодя́зі — село, Великорудківська сільська рада, Диканський район, Полтавська область, Україна.
Село ліквідоване 1990 року.

## Географія
Село Колодязі розташоване за 2-а км від сіл Степанівка, Соколівщина, Байрак, Лани та Мала Рудка.

## Історія
- 1990 — село ліквідоване[1].